# Quinta de Bonjóia

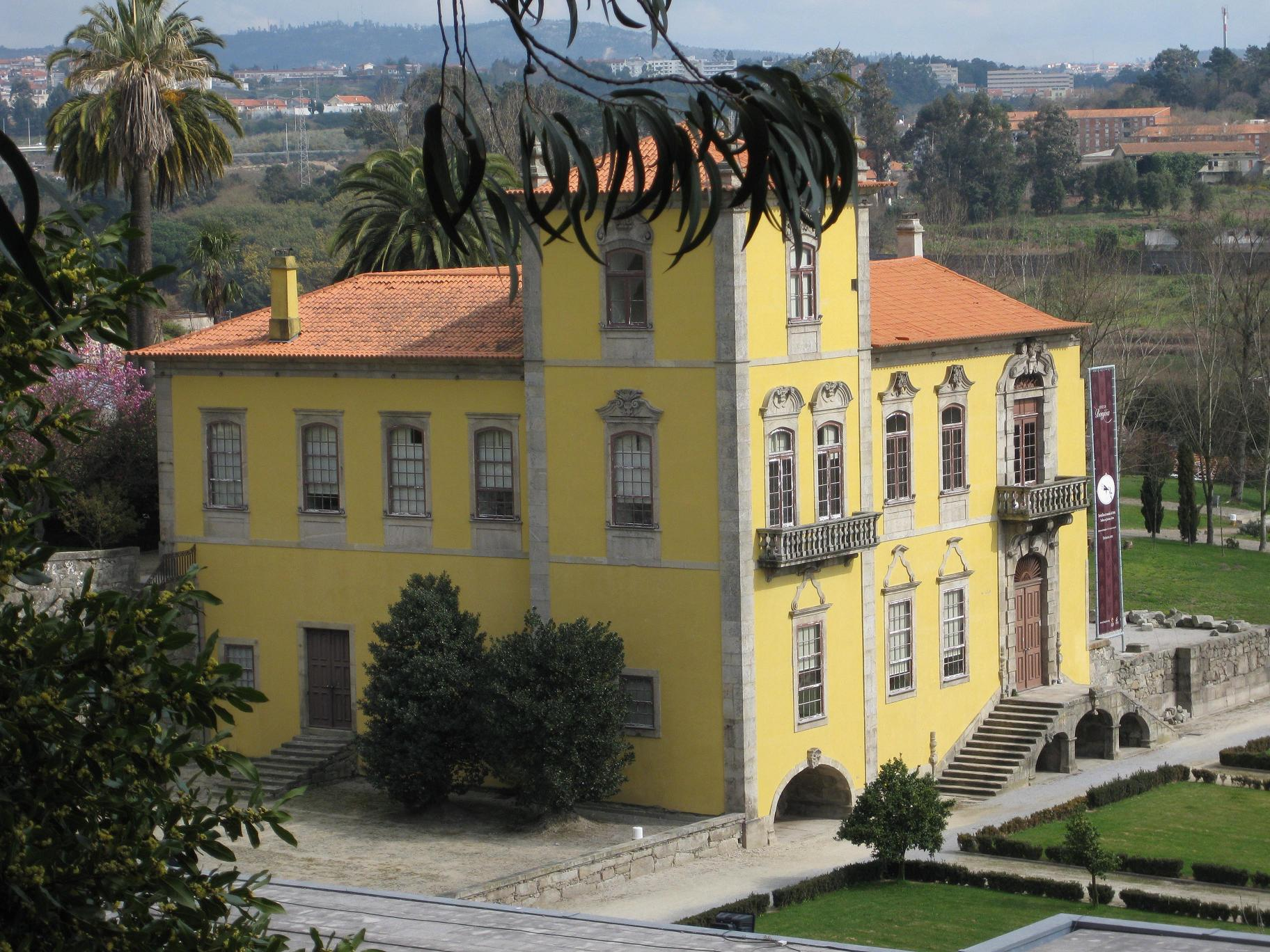
Quinta de Bonjóia

A Quinta de Bonjóia é uma quinta situada na freguesia de Campanhã, na cidade do Porto, em Portugal.

## História
Localizada nas proximidades da Igreja de Campanhã e da Estrada da Circunvalação, na zona onde está a actual Quinta de Bonjóia existiu uma quinta que pertenceu ao chantre da Sé do Porto, Martim Viegas. Quando este morreu, deixou a propriedade a Maria Martins e ao seu marido, Afonso Dinís, que por sua vez a ofereceram em doação ao cabido da Sé por volta de 1402, em troca de umas missas. A quinta passou então a ser gerida pelos cónegos da Sé. Foi ainda gerida por D. Mécia Aranha e seu esposo, Manuel Gonçalves, mantendo-se na sua família.
Em 1758, a Quinta foi comprada ao cabido por D. Lourenço de Amorim da Gama Lobo, fidalgo-cavaleiro da Casa Real, senhor da Casa do Campo das Hortas (actual Praça da Liberdade, tendo este edifício sido demolido para se abrir a Avenida dos Aliados). Casou com Maria Violante Guimarães, filha de João Antunes Guimarães, um comerciante do Porto cuja quinta tinha paredes meias, a poente, com a de Bonjóia. E foi este D. Lourenço quem mandou construir o palacete que hoje se pode admirar na Quinta de Bonjóia, em 1759. A autoria do projecto é atribuída a Nicolau Nasoni, mas não há certezas, pois, embora tenha traços e características de outras obras deste notável arquitecto, pode ser obra de um seu discípulo.

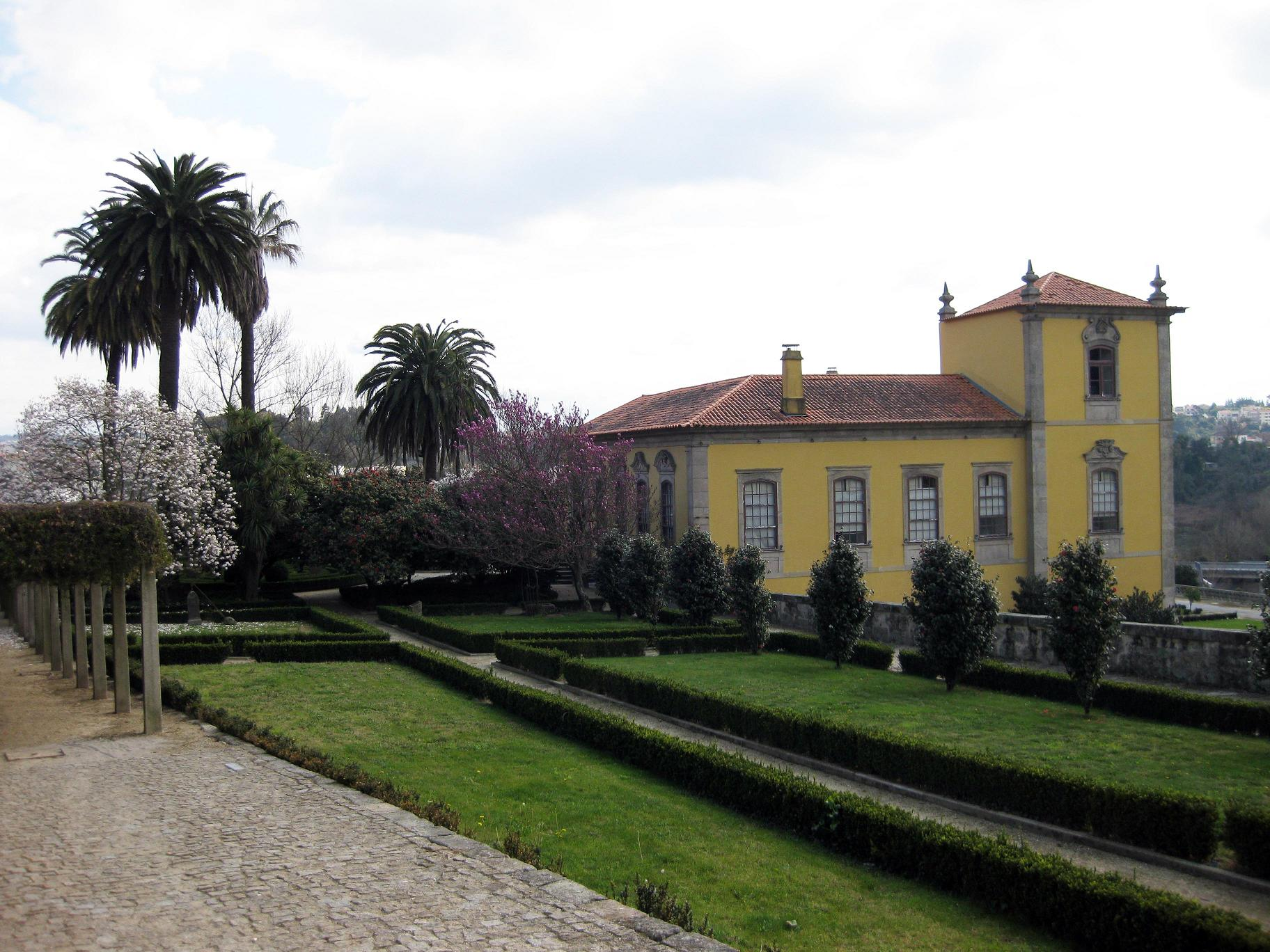
Quinta de Bonjóia

O que é certo, é que este edifício nunca foi concluído, pois o prolongamento da casa para leste nunca foi terminado. A porta principal, na Rua de Bonjóia, está ornamentada com as armas de D. Lourenço (escudo esquartelado de Amorim, da Gama, Lobo e de Magalhães). A casa ficou, mesmo inacabada, conhecida pela sua fachada sul, com uma imponente torre quadrangular a um extremo, e com as suas janelas e portas decoradas com motivos ao gosto rocaille e uma pequena escadaria exterior trabalhada.
Após a morte de D. Lourenço, o filho, D. António de Amorim da Gama Lobo, e a sua esposa, D. Maria do Carmo de Portugal e Meneses (Casa da Torre da Marca) herda os bens e, morrendo sem descendentes, deixa a quinta à esposa, viúva, entrando a propriedade na posse da família de Portugal e Meneses. Esta, por sua vez, deixou Bonjóia à sua sobrinha Maria da Natividade Guedes de Portugal e Meneses, filha do 1.º Visconde da Costa, e ao marido, Francisco Brandão de Melo Cogominho, que era seu primo-irmão. A Quinta de Bonjóia passou então pela descendência do seu filho mais novo, o Conselheiro José Guedes Brandão de Melo, até ser vendida a Abílio Augusto Mendes de Carvalho, em 1935. A Casa pertenceu à família Mendes de Carvalho por 60 anos. Durante esse tempo foi usada e mantida por seus filhos e netos, mediante as possibilidades da época, tendo em conta o tamanho da propriedade. Próximo da sua venda, tendo a mesma sido classificada, limitando a sua venda a órgãos privados, a Câmara Municipal do Porto avança para a sua aquisição. 
Em 1995, quando a Câmara Municipal do Porto comprou a propriedade, a mesma foi restaurada, e é hoje sede de fundações de cariz social, como a Fundação para o Desenvolvimento Social do Vale de Campanhã e a Fundação para o Desenvolvimento Social do Porto que actualmente ocupa o edifício.
Recentemente, e mais uma vez tendo em conta a sua dimensão, os jardins e a casa já demonstram falta de manutenção, mas desta vez pela entidade pública.  